# أورسولا ويس
أورسولا ويس (الألمانية السويسرية الموحدة: Ursula Wyss، و. 1973  م) هي سياسية، واقتصادية سويسرية، ولدت في دافوس، هي عضوةٌ الحزب الاشتراكي الديمقراطي السويسري.

## مناصب
تولت منصب Municipal Council of Bern ‏ (منذ 2013)
- عضو المجلس الوطني السويسري (6 ديسمبر 1999–3 مارس 2013).[4]

## التعليم
تعلمت في جامعة برن.

## روابط خارجية
- أورسولا ويس على موقع مونزينجر (الألمانية)